# 100 Miles and Runnin'
100 Miles and Runnin' è un EP del gruppo hip hop statunitense N.W.A pubblicato nel 1990.

## Tracce
1. 100 Miles and Runnin' – 4:32
2. Just Don't Bite It – 5:28
3. Sa Priza Pt. 2 – 5:58
4. Real Niggaz – 5:25
5. Kamurshol – 1:55

## Formazione
- Dr. Dre – voce, campionatore, giradischi
- Eazy-E – voce
- MC Ren – voce
- DJ Yella – giradischi